# Mitteleuropa-Preis
Der Mitteleuropa-Preis wurde von 1994 bis 2011 jährlich an Persönlichkeiten verliehen, die sich in besonderer Weise dem Mitteleuropa-Gedanken verdient gemacht haben.
Die verleihende Institutionen waren das Institut für den Donauraum und Mitteleuropa (IDM) und das österreichische Bundesministerium für Wissenschaft und Forschung.

## Dotierung
Der Preis war mit 7200 Euro dotiert. Für das Jahr 2011 übernahm die Erste Bank der österreichischen Sparkassen AG die Dotierung des Preises.

## Preisträger
- 1994  Wladislaw Bartoszewski, polnischer Botschafter in Wien, Außenminister
- 1995 Veno Taufer, slowenischer Literat
- 1996 Wolfgang Kraus, Verdienste um mitteleuropäische Literatur
- 1997  György Konrád, Präsident der Berliner Kunstakademie
- 1998 Juraj Stern, Rektor der Wirtschaftsuniversität Bratislava
- 1999 Rainer Rosenberg, ORF-Journalist, Initiator des Programms „Nachbar in Not“
- 2000 Dana Němcová, letzte Sprecherin der „Charta 77“
- 2001 Andrei Pleșu, Kultur- und Außenminister von Rumänien, Gründer des New Europe College in Bukarest
- 2002 Christine von Kohl, Südosteuropa-Publizistin
- 2003 Christoph Zielinski, Initiator einer mitteleuropäischen Onkologie-Forschungsgruppe
- 2004 Andrei Marga, Präsident der Donaurektorenkonferenz und Präsident der Universität Cluj-Napoca, ehem. rumänischer Bildungsminister
- 2005 Doraja Eberle, Salzburger Landesrätin, Initiatorin des Projekts „Bauern helfen Bauern“, Österreich
- 2006 Univ. Prof. Dr. Irena Lipowicz, ehem. polnische Botschafterin in Österreich
- 2007 Mag. Dr. h.c. Karl-Markus Gauß, Schriftsteller und Herausgeber der Zeitschrift „Literatur und Kritik“, Österreich
- 2008 Botschafter Dr. Dragan Velikić, Schriftsteller, Journalist, seit 2005 serbischer Botschafter in Österreich
- 2009 Karel Schwarzenberg, ehem. Vorsitzender der Internationalen Helsinki-Föderation für Menschenrechte, ehem. Kanzler von Präsident Václav Havel, ehem. Außenminister der Tschechischen Republik
- 2010 Dr. Ján Čarnogurský, ehem. Premierminister und Justizminister der Slowakischen Republik
- 2011 Prof. Dr. Jacek Purchla, Direktor des International Cultural Centre, Krakau, Polen